# Střížov
Střížov (en allemand : Driesendorf) est une commune du district de České Budějovice, dans la région de Bohême-du-Sud, en République tchèque. Sa population s'élevait à 222 habitants en 2023.

## Géographie
Střížov se trouve à 11 km au sud-sud-est de České Budějovice et à 133 km au sud de Prague.
La commune est limitée par Borovnice au nord, par Strážkovice à l'est, par Komařice et Římov au sud et par Doudleby à l'ouest.

## Histoire
La première mention écrite du village date de 1263.

## Transports
Par la route, Střížov se à 12 km de České Budějovice et à 162 km de Prague.